# یواس‌اس کی‌استون استیت (۱۸۵۳)
یواس‌اس کی‌استون استیت (۱۸۵۳) (به انگلیسی: USS Keystone State (1853)) یک کشتی بود که طول آن ۲۲۰ فوت (۶۷ متر) بود. این کشتی در سال ۱۸۵۳ ساخته شد.